# Nicky, Ricky, Dicky & Dawn
Nicky, Ricky, Dicky & Dawn is een sitcom op Nickelodeon die in de Verenigde Staten in première ging op 13 september 2014. Vanaf 30 november 2014 was de serie ook op Nickelodeon in Nederland en België te zien.

## Verhaal
De serie gaat over de vierling van de familie Harper. Nicky is een jongen vol energie die vindingrijk en eigenzinnig is. Ricky is superslim en Dicky weet altijd precies wat hij moet zeggen en is de coolste. Dawn is het enige meisje en omdat ze vier seconden voor haar broers geboren is, werpt ze zich op als leider van de groep. Samen vormen ze een sterk team, ondanks hun verschillende karakters. In 2015 en 2017 is de show genomineerd voor een Kids' Choice Award. In september 2017 maakte Mace Coronel bekend dat hij was gestopt met de show. Ergens halverwege seizoen 4 is hij uit de serie verdwenen en gaat het verhaal zonder hem door.

## Rolverdeling
| Acteur            | Rol            | Nederlandse Stem |
| ----------------- | -------------- | ---------------- |
| Brian Stepanek    | Tom (vader)    | Jan Elbertse     |
| Allison Munn      | Anne (moeder)  | Ingeborg Wieten  |
| Aidan Gallagher   | Nicky          | Quinten Posthuma |
| Casey Simpson     | Ricky          |                  |
| Mace Coronel      | Dicky          |                  |
| Lizzy Greene      | Dawn           | Mylène Waalewijn |
| Kyla-Drew Simmons | Mae            |                  |
| Etan Kent         | George Kramden |                  |
| Gavin Kent        | Lyle Kramden   |                  |
| Maddie Ziegler    | Eiffel         |                  |
| Mackenzie Ziegler | Lily           |                  |
| Theodore Barnes   | Miles          |                  |

## Afleveringen
| Seizoen | Afleveringen | Uitzendingen VS   | Uitzendingen VS | Uitzendingen NL | Uitzendingen NL |
| Seizoen | Afleveringen | Start             | Einde           | Start           | Einde           |
| ------- | ------------ | ----------------- | --------------- | --------------- | --------------- |
| 1       | 20           | 13 september 2014 | 24 maart 2015   | november 2014   | juli 2015       |
| 2       | 26           | 23 mei 2015       | 6 augustus 2016 | september 2015  | oktober 2016    |
| 3       | 24           | 7 januari 2017    | 5 augustus 2017 | maart 2017      | december 2017   |
| 4       | 13           | 6 januari 2018    | 4 augustus 2018 | 2018            | niet bekend     |

### Seizoen 1
1. Pilot
2. Dawn Moves Out
3. Get Sporty-er!
4. Field of Brains
5. Scaredy Dance
6. Remote Control Control
7. Poo Dunnit
8. I Got Your Back
9. The Sad Tail of Gary-Chip-Tiny Elvis-Squishy Paws
10. Santa's Little Harpers
11. The Quadfather
12. The Quad Test
13. The Secret
14. Take the Money and Run
15. Valentime's Day
16. Piggy, Piggy, Piggy & Dawn
17. Quad-ventures in Babysitting
18. M.D. Day
19. Abraquadabra
20. Family Matters

### Seizoen 2
1. Wanted: The Sugar Beet Gang
2. No Ifs, Ands, or But-ers
3. Urban Legend Outfitters
4. Do-It-All Dawn
5. Unhappy Campers
6. Mall in the Family
7. I Want Candace
8. Sweet Foot Rides
9. The Mighty Quad Squad
10. Quaddy-Shack
11. Go Hollywood
12. Rock 'n' Rules
13. Ballet and the Beasts
14. She Blinded Him with Science (Bob)
15. Harpers for President
16. Doggy Door Afternoon
17. Three Men and a Mae B.
18. Diary of an Angry Quad
19. Quad Court
20. The Quad-plex
21. Nicky, Ricky, Dicky & Sicky
22. Mission: Un-Quaddable
23. A Brief Case of Popularity
24. New Kid on the Block
25. The Tell-Tale Art

### Seizoen 3
1. Quad with a Blog
2. Odd Quad Out
3. Keeping Up with the Quadashians
4. The Great Mullet Caper
5. Quadsled
6. Ye Olde Hand Holde
7. What's the Worst That Quad Happen?
8. To Be Invited or Not to Be
9. Ele-Funk in the Room
10. Tween Wolf
11. This Little Piggy Went to the Harpers
12. I Want My Mae B. Back
13. The Buffa-Lowdown
14. The Quadshank Redemption
15. Not-So-Sweet Charity
16. One Quadzy Summer
17. Quad for Teacher
18. Quadpendence Day
19. Cementing the Quads' Legacy
20. #QUADGOALS
21. A Space Quadyssey
22. YOCO
23. The Wonderful Wizard of Quads, Part 1
24. The Wonderful Wizard of Quads, Part 2

### Seizoen 4
1. Dude, Where's My School?
2. Wrestle-Mae-nia
3. Nicky, Ricky, Dicky & BeyDawncé
4. It's a Hard Knocks Life
5. Sympathy for the Squishy
6. The Harper Quad-Jobbers
7. Leader of the Stack
8. Quadentity Crisis
9. Quadbusters
10. Quadcodile Dundee
11. House Crushing for Dummies
12. We'll Always Have Parasites
13. Quadspiracy Theory
14. Lasties with Firsties